# Christopher Daniel Barnes
Christopher Daniel Barnes (Portland (Maine), 7 november 1972) is een Amerikaans (voice-over) acteur.

## Biografie
Barnes begon in 1984 met acteren in de film American Dreamer. Hierna heeft hij nog meerdere rollen gespeeld in films en televisieseries zoals As the World Turns (1985-1986), Starman (1986-1987), Day by Day (1988-1989), Blossom (1992-1995), Beverly Hills, 90210 (1998) en Malcolm & Eddie (1998-2000). Verder heeft hij ook Voice-over werk gedaan voor animatie en videogames zoals Captain Planet and the Planeteers (1990), Spider-Man (1994-1998) en Kingdom Hearts II (2005).
Barnes is getrouwd geweest en zijn hobby’s zijn lezen, gitaar spelen en het beoefenen van yoga. Hij is ook zeer ervaren in Shotokan karate, American Kenpo en Tai Chi.

## Prijzen[2]
- 1997 MTV Movie Awards in de categorie Beste Kus met de televisiefilm A Very Brady Sequel – genomineerd.
- 1989 Young Artist Awards in de categorie Beste Jonge Acteur in een Televisieserie met de televisieserie Day by Day – genomineerd.
- 1988 Young Artist Awards in de categorie Beste Jonge Acteur in een Dramaserie met de televisieserie Starman – genomineerd.

## Filmografie[3]

### Animatiefilms
Uitgezonderd korte films.
- 2007 Cinderella III: A Twist in Time – als Prins Charming
- 2002 Cinderella II: Dreams Come True – als Prins Charming
- 1997 Spider-Man: Secrets Wars – als Spider-Man (Peter Parker)
- 1996 Spider-Man: Sins of the Fathers – als Spider-Man (Peter Parker)
- 1989 The Little Mermaid – als Prins Eric

### Films
Uitgezonderd korte films.
- 2004 Shut Up and Kiss Me! – als Ryan Ballister
- 1996 A Very Brady Sequel – als Greg Brady
- 1996 A Pig's Tale – als Barry
- 1995 Spring Fling! – als Michael
- 1995 The Brady Bunch Movie – als Greg Brady
- 1995 Real Ghosts – als lid van broederschap
- 1994 Daredevil vs. Spider-Man – als Spider-Man
- 1992 Murder Without Motive: The Edmund Perry Story – als Sean
- 1991 Frankenstein: The College Years – als Jay Butterman
- 1990 Just Perfect – als ??
- 1990 Exile –als Dave
- 1985 Picking Up the Pieces – als Tom Harding
- 1984 American Dreamer – als Kevin Palmer jr.

### Animatieseries
Uitgezonderd eenmalige gastrollen.
- 2013 - 2016 Ultimate Spider-Man - als Max Dillon / Electro - 9 afl.
- 1994 – 1998 Spider-Man – als Spider-Man (Peter Parker) – 65 afl.
- 1990 Captain Planet and the Planeteers – als toegevoegde stemmen

### Televisieseries
Uitgezonderd eenmalige gastrollen. 
- 2000 7th Heaven – als politie officier – 2 afl.
- 1998 – 2000 Malcolm & Eddy – als Leonard Rickets – 41 afl.
- 1998 Beverly Hills, 90210 – as Lenny – 4 afl.
- 1992 – 1995 Blossom – als Farnsworth / Steve / Terry – 3 afl.
- 1989 – 1990 ABC Afterschool Specials – als Boyd / Will – 2 afl.
- 1988 – 1989 Day by Day – als Ross Harper – 33 afl.
- 1986 – 1987 Starman – als Scott Hayden – 22 afl.
- 1985 – 1986 As the World Turns – als Paul Ryan - ? afl.

### Computerspellen
- 2023 Disney Speedstorm - als Eric
- 2022 Disney Dreamlight Valley - als Eric
- 2019 Marvel Ultimate Alliance 3: The Black Order - als Max Dillon / Electro
- 2014 Spider-Man Unlimited - als Electro / Vulture
- 2013 Marvel Heroes - als Spider-Man
- 2011 Spider-Man: Edge of Time – als Miguel O'Hara (stem) / Spider-Man (stem)
- 2010 Spider-Man: Shattered Dimensions – als Spider-Man (stem)
- 2007 Kingdom Hearts II: Final Mix+ – als Prins Eric (stem)
- 2005 Kingdom Hearts II – als Prins Eric (stem)
- 2003 Law & Order: Double or Nothing – als Scott Donovan (stem)
- 2002 Law & Order: Dead on the Money – als Scott Donovan (stem)
- 1998 Return to Krondor – als stem
- 1991 Police Quest III: The Kindred – als sergeant Sonny Bonds (stem)

- International Standard Name Identifier: 0000 0003 7330 055X
- Library of Congress Control Number: no2006128466
- Virtual International Authority File: 46528803
- WorldCat: E39PBJktvYpcVR9Cby8QRtTrbd